# Mojoj mami, umesto maturske slike u izlogu
Mojoj mami, umesto maturske slike u izlogu je prvi album novosadske glasbene skupine Rani mraz.
Skupino sta v času snemanja albuma, potem ko sta jo zapustila Bora Đorđević in Verica Todorović, sestavljala samo še Đorđe Balašević in Bilja Krstić. Album je Balašević posvetil svojim staršem, da bi se jim odkupil za neuspeh v srednji šoli.
Največji uspeh izmed pesmi z albuma je dosegla balada »Neki novi klinci«.
Album se je uvrstil na 44. mesto na seznamu stotih najboljših glasbenih albumov iz bivše Jugoslavije v knjigi YU 100: najbolji albumi jugoslovenske rok i pop muzike.

## Seznam skladb
| Št. | Naslov                             | Pisec                    | Dolžina |
| --- | ---------------------------------- | ------------------------ | ------- |
| 1.  | „Uvod‟                             | Đ. Balašević             | 1:27    |
| 2.  | „Sve je dobro, kad se dobro svrši‟ | Đ. Balašević             | 2:20    |
| 3.  | „Drago mi je zbog mog starog‟      | Đ. Balašević             | 2:55    |
| 4.  | „Jedan Saša iz voza‟               | Đ. Balašević             | 3:06    |
| 5.  | „Uticaj rođaka na moj životni put‟ | Đ. Balašević             | 3:11    |
| 6.  | „Mnogo mi znači to‟                | Đ. Balašević             | 2:51    |
| 7.  | „Neki novi klinci‟                 | Đ. Balašević             | 4:14    |
| 8.  | „Stara pesma‟                      | Đ. Balašević, D. Toković | 2:14    |
| 9.  | „Moj frend ima rock and roll band‟ | Đ. Balašević             | 2:10    |
| 10. | „Brakolomac‟                       | Đ. Balašević             | 3:04    |
| 11. | „Prodaje se prijatelj‟             | Đ. Balašević             | 4:04    |

## Zasedba
- Đorđe Balašević in Biljana Krstić – vokal
- Josip Boček – kitara, produkcija
- Bojan Hreljac – bas
- Slobodan »Sloba« Marković – klaviature
- Vladimir Furduj »Furda« – bobni
- Jovan Kolundžija – violina v pesmi »Sve je dobro, kad se dobro svrši«
- Milivoje »Mića« Marković – saksofon v pesmi »Mnogo mi znači to«
- Tahir Durkalić – snemalec